# Olympiade d'échecs de 1978
L'Olympiade d'échecs de 1978 est une compétition mondiale par équipes et par pays organisée par la FIDE. Les pays s'affrontent sur 4 échiquiers par équipe de 6 joueurs (4 titulaires et 2 suppléants) répartie. Les équipes féminines ont 4 joueuses sur 3 échiquiers. Cette 23e Olympiade s'est déroulée du 25 octobre au 12 novembre 1978 à Buenos Aires en Argentine.
Les points ne sont pas attribués au regard des résultats des matches inter-nations, mais en fonction des résultats individuels sur chaque échiquier (un point par partie gagnée, un demi-point pour une nulle, zéro point pour une défaite).

## Tournoi masculin

### Contexte

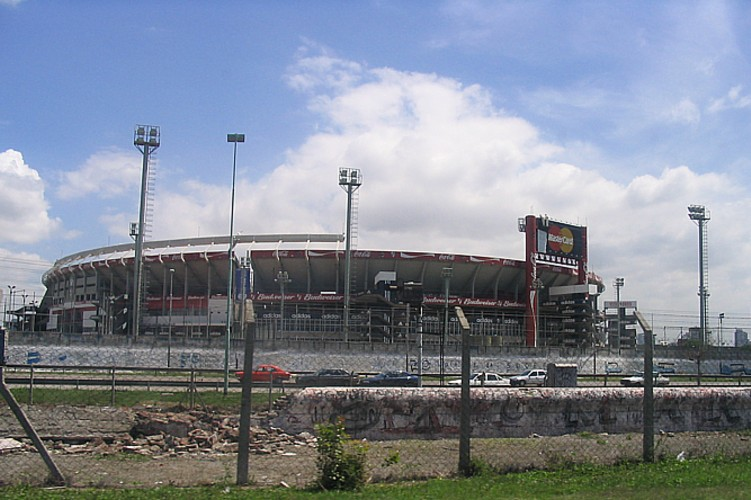
Vue du stade Monumental de l'équipe de River Plate.

Après le boycott d'Haïfa, la compétition retrouve tout son lustre avec le retour des joueurs de l'URSS et des autres pays du bloc communiste. Elle se déroule dans les halls du stade de football de River Plate. 
65 pays participent à ce tournoi, auxquels s'ajoute une équipe d'Argentine B, pays organisateur. C'est la première participation de la Chine.
Le nombre de participants excédant 50, la compétition se déroule en poule unique sur 14 rondes (une de plus qu'Haïfa) selon le système suisse. On ne revient donc pas aux deux tours de compétition pour maintenir celle-ci dans une durée raisonnable.
La compétition est relevée avec 61 GMI. L'URSS est favorite malgré l'absence de Karpov et de Tal. Kortchnoï, qui n'avait pu prendre part à l'Olympiade d'Haïfa comme apatride, joue pour la première fois avec l'équipe suisse. Les Argentins, en revanche sont privés de leurs meilleurs joueurs (Najdorf, Panno, Miguel Quinteros) qui n'ont pas pris part à leur championnat national qualificatif pour l'Olympiade.

### Résultats
| Classement final |                      |      |
| 1er              | Hongrie              | 37   |
| 2e               | Union soviétique     | 36   |
| 3e               | États-Unis           | 35   |
| 4e               | Allemagne de l'Ouest | 33   |
| 5e               | Israël               | 32,5 |

La Hongrie crée une grosse surprise, car l'URSS n'a jamais perdu une Olympiade depuis son adhésion à la FIDE (l'URSS était absente à Haïfa pour cause de boycott). La France termine à la 36e place. La Belgique est 47e avec 26,5 points.
Il faut noter la performance de Kortchnoï qui obtient le meilleur score individuel sur le 1er échiquier avec +7-0=4.

### Participants individuels
- Pour la Hongrie : Portisch, Ribli, Sax, Adorjan, Csom, Vadász.
- Pour l'URSS : Spasski, Petrossian, Polougaïevski, Goulko, Romanichine, Vaganian.
- Pour les États-Unis : Kavalek, Browne, Lein, R. Byrne, Tarjan, Lombardy.
- Pour la France : Haïk, Giffard, Preissmann, L. Roos, Sellos, Letzelter.
- Pour la Belgique : Schumacher, Wostyn, Mollekens, Van Herck, Larsen, De Hert.

## Tournoi féminin
32 pays sont représentés.
Les pays sont répartis en quatre groupes pour un premier tour. Les deux premiers de chaque groupe concourent pour la finale A, les deux suivants pour la finale B, etc.
| Classement final |                      |    |
| 1er              | Union soviétique     | 16 |
| 2e               | Hongrie              | 11 |
| 3e               | Allemagne de l'Ouest | 11 |

La France concourt en finale B et termine 13e au classement final.
Il faut noter l'écrasante supériorité de l'équipe soviétique qui, sur l'ensemble des deux tours, gagne 32 parties, fait 9 nulles et ne subit qu'une seule défaite. Sa composition est impressionnante : Tchibourdanidzé, Gaprindachvili, Alexandria et Akhmilovskaya, joueuses se classant parmi les 10 meilleures mondiales et qui remportèrent chacune la médaille d'or à leur échiquier (meilleure performance individuelle).